# Lądowisko Inowrocław-Szpital
Lądowisko Inowrocław-Szpital – lądowisko sanitarne w Inowrocławiu, w województwie kujawsko-pomorskim, położone przy ul. Poznańskiej 90. Przeznaczone jest do wykonywania startów i lądowań śmigłowców sanitarnych i ratowniczych w dzień i w nocy o dopuszczalnej masie startowej do 5700 kg.
Zarządzającym lądowiskiem jest Publiczny Samodzielny Zakład Opieki Zdrowotnej Szpital Powiatowy im. dra L. Błażka w Inowrocławiu. W roku 2012 zostało wpisane do ewidencji lądowisk Urzędu Lotnictwa Cywilnego pod numerem 109
Koszt budowy lądowiska wyniósł ponad 3,2 mln złotych.